# Gresham (Nebraska)
Gresham je selo u američkoj saveznoj državi Nebraska. Prema popisu stanovništva iz 2010. u njemu je živjelo 223 stanovnika.